# Алава
А́лава или Араба (официально Араба/Алава, баск. Araba, исп. Álava) — провинция на севере Испании в составе автономного сообщества Страна Басков. Административный центр — Витория-Гастейс. Население — 324 тысяч (данные 2016 года). Территория — 2963 км² (48-е место).

## История
Провинциальная столица Гастейс впервые была упомянута в 1025 году, под именем Гастехиз.
Алава, наряду с Наваррой, при Франко считалась «верной провинцией», в отличие от сепаратистски настроенных Бискайи и Гипускоа, называвшихся «провинциями-предателями».

## Административное устройство
Районы (комарки):
- Куадрилья-де-Аньяна
- Куадрилья-де-Айяла
- Куадрилья-де-Сальватьерра
- Куадрилья-де-Витория
- Cuadrilla de Gorbeialdea (ранее — Куадрилья-де-Суйя)
- Монтания-Алавеса
- Риоха-Алавеса